# 戸塚進也
戸塚 進也（とつか しんや、1940年（昭和15年）1月2日 - ）は、日本の政治家。財団法人日韓文化交流基金理事。社団法人静岡県茶業会議所理事。
衆議院議員（3期）、参議院議員（2期）、掛川市長（初代）、静岡県議会議員（1期）、（旧）掛川市議会議員（1期）を歴任。

## 来歴
静岡県静岡市両替町に生まれる。徳島県をはじめとする各県の知事、衆議院議員を務めた戸塚九一郎は叔父。
玉川学園の小学部から高等部まで籍を置き続け、高等部を卒業して1年後の1959年4月に通商産業省職員となって軽工業局に勤務。通産省を2年で退官して株式会社平喜百貨店（現・株式会社平喜）に転職し、会社員をしながら1963年3月に日本大学法学部第二部法律学科を卒業。同年4月、平喜百貨店常務取締役就任（2014年11月まで株式会社平喜取締役を務める）。1967年に旧・掛川市議に当選して政界入りを果たし、4年後には掛川市選挙区から静岡県議になる。

### 国政
1974年の参院選に静岡県選挙区から自由民主党公認で立候補し初当選。1980年に再選。
1983年11月18日、第37回衆議院議員総選挙に立候補するため辞職。同年12月に行われた衆議院選挙に無所属で立候補し初当選。以後衆議院議員を3期務めた。政治家としては田中角栄に心酔、七日会（田中派）では幹事を務めていた。
しかし、1993年の総選挙で落選。更に衆議院に小選挙区比例代表並立制が導入されると、自由民主党の衆議院静岡3区（旧掛川市、旧小笠郡など）の公認候補は柳澤伯夫になったため、やむを得ず静岡1区（静岡市）に転出した。ところが、地元静岡1区の党員の頭越しに決定されたため、静岡1区の選挙区支部（自由民主党静岡県支部連合会第一選挙区支部）が反発。支部の有力者は天野進吾（元静岡市長）を擁立し、更に上川陽子が第三の候補として立候補したため党内の足並みが乱れた。
その余波を受け、小選挙区比例代表並立制導入後初の1996年総選挙では天野と保守票が割れてしまい、新進党の大口善徳が漁夫の利で当選となった。雪辱を期そうとした2000年総選挙でも自民党公認候補にもかかわらず上川に敗れたばかりか、牧野聖修（民主党）や大口の後塵を拝する格好になり、国政復帰の道を事実上絶たれた。

### 地方政界
2005年の新制掛川市誕生を機に市長を目指し立候補、榛村純一を破り当選する。
2009年の掛川市長選挙で再選を目指すが、松井三郎に敗れ落選した。選挙において自由民主党から支援を受けられなかったことに反発し、投開票日の翌日に離党届を提出した。市長退任に際し「まだ69歳。あと10年は頑張れる」 と発言し、政界引退を否定した。また、在任中の市政運営について「思う通りやれた」 と語っている。同年6月16日、「参院選の比例代表候補を目指す」 と表明し、国民新党への入党を明らかにした。しかし2009年7月の静岡県知事選挙では国民新党が民主党・社会民主党とともに推薦した川勝平太・元静岡文化芸術大学学長を支持せず、民主党を離党し政党推薦無しで立候補した海野徹元参議院議員を支援している。このため国民新党から入党を拒否された。2010年5月11日付でたちあがれ日本へ入党し顧問に就任、同時に第22回参議院議員通常選挙への不出馬を表明。6月3日に次期の第46回衆議院議員総選挙で静岡3区から立候補する考えを明らかにしたが、結果は立候補しなかった。2013年の掛川市長選挙にも立候補したが現職であり自身が前回敗北した松井に再度敗北した。2021年3月、立憲民主党に入党した。

## 政策

### 三役人事の失敗
掛川市成立後、6ヶ月間に渡り三役人事が確定しない異常事態が発生した。
市長就任後の2005年6月、戸塚は自身の姻族を掛川市収入役候補として提示した。しかし、市長の身内を市の三役に就ける人事案に批判が集中した。2005年6月7日、掛川市議会は収入役人事案を採決したが、60%を超える反対票が投じられ賛成少数で否決した。その結果、収入役が空席となる異常事態に陥り、その間は市長が収入役の業務を代行した。10月4日、戸塚は改めて収入役候補を提示し、掛川市議会の賛成多数で可決された。
2005年6月の掛川市議会の第2回定例会では、議員から「公の地方自治体の人事が、いやしくも市長選の論功行賞的人事であってはならないし、市長の親族、血族の重用を感じさせるような人事であっても絶対ならない」 との質問が出されるなど、戸塚に対する厳しい指摘が相次いだ。しかし、戸塚は「姻戚であるからだめだと御指摘のあることは、私はそう思わないという立場であります」 と答弁している。

### 財政再建の失敗
合併前の旧掛川市は、榛村純一の市長時代に東海道新幹線の新駅や東名高速道路のインターチェンジに加え工業団地の誘致に成功し、製造品出荷額が1兆円超となり財政基盤は大幅に改善された。また、旧大東町や旧大須賀町も財政的に大きな問題がなかったことから、合併後の掛川市は財政力指数が1.033にまで改善し、普通交付税不交付団体となった。
ところが、戸塚が市長に就任後の2006年度末には、掛川市の借入金総残高は1016億円に達し、実質公債費比率が18%を超えたため、地方債許可団体に転落した。
2007年度は将来負担比率が148.8%にまで達し、静岡県内の市町村の中で最悪の結果となった。しかし、戸塚は県内最悪となった将来負担比率について「幼保園の建設など借り入れを背負い込まざるを得なかったが、今が（大きな借り入れなどの）ピークで悲観はしていない」 と主張している。

### 掛川駅の建て替え
東海旅客鉄道掛川駅（JR東海道本線）の木造駅舎について、耐震性に疑問があるとの理由から建て替えを主張している。
2006年、戸塚は東海旅客鉄道の本社を訪れ、「地震等に備えて安心・安全な駅舎にしてほしい」 と要請した。2008年、市当局から掛川市議会に対し、駅舎の建て替え計画についての説明が行われた。しかし、議会から異論が相次ぎ、同年12月11日、掛川市議会の経済建設委員会は、現在の駅舎を残したうえでの耐震補強の実施を要求する総意を取り纏めた。
なお、粟ヶ岳、小笠山、八高山、大尾山などの山麓で林業が盛んなことから、旧掛川市では「木の文化のまちづくり」を標榜し、東海旅客鉄道に木造駅舎を残すよう要請するなどして保護していた。日本国内の新幹線停車駅において、木造駅舎が現存しているのは掛川駅のみである。

### 合併構想の提唱
2005年の掛川市長選挙では掛川市、菊川市、御前崎市3市での合併構想を提唱した。

## 発言

### 姉妹都市提携
掛川市に対するカフェラジア市からの姉妹都市提携の申し入れについて、2007年8月20日、戸塚は外遊先のブラジルにて「議長や議員と相談して前向きに検討したい。九〇パーセントの確率で実現できる」 などと発言したとされる。

## 不祥事

### 政令違反人事
市長在任中、資格要件を満たさない者を消防長に任命していたことが明らかになっている。
消防長の資格要件は「市町村の消防長及び消防署長の任命資格を定める政令」の第1条に規定されている。それによれば、市の職員を任命する場合は「市町村の内部組織の部（部を置かない市町村にあつては、課）の長の職その他市町村におけるこれと同等以上とみなされる職にあつたものその職にあつた期間四年以上」と規定されている。しかし、掛川市では課長しか経験していない者が2005年まで消防長を務めており、政令違反状態だった。他の市町村でも同様の事態が発覚しており、消防庁では「市の課長職は『部長職と同等以上』とはならない。政令に違反したからといって罰則などはないが、消防長は市民の生命を預かる重要な役職。政令を順守し、県も適切に指導してほしい」 としている。

## 略歴
- 1940年 - 誕生。
- 1958年 - 玉川学園高等部卒業。
- 1959年 - 通商産業省入省。
- 1963年 - 日本大学法学部第二部法律学科卒業。
- 1967年 - 旧掛川市議会議員当選。
- 1971年 - 静岡県議会議員当選。
- 1974年 - 参議院議員当選（以後当選2回）。
- 1979年 - 第2次大平内閣通商産業政務次官
- 1983年 - 衆議院議員当選（以後当選3回）。
- 2005年 - 掛川市長当選。

## 栄典
- 2013年11月　旭日重光章受章[18]。

## 出演

### テレビ
- 朝まで生テレビ!（参考・朝まで生テレビ!のパネリスト一覧）

## 著作
- 戸塚進也ほか著、ダイヤモンドサービス社編『技術立国論』ダイヤモンドサービス社、1979年。
- 戸塚進也著、静岡総合政策研究会編集『戸塚進也国会10年の発言集』静岡総合政策研究会、1984年。
- 戸塚進也著『政治家はいま何をやらねばならないか』日新報道、1992年。ISBN 4817402873